# Дрвенч
Дрвенч (пол. Drwęcz) — село в Польщі, у гміні Жекунь Остроленцького повіту Мазовецького воєводства.
Населення — 173 особи (2011).
У 1975-1998 роках село належало до Остроленцького воєводства.

## Демографія
Демографічна структура станом на 31 березня 2011 року:
|          | Загалом | Допрацездатний вік | Працездатний вік | Постпрацездатний вік |
| -------- | ------- | ------------------ | ---------------- | -------------------- |
| Чоловіки | 92      | 16                 | 66               | 10                   |
| Жінки    | 81      | 18                 | 46               | 17                   |
| Разом    | 173     | 34                 | 112              | 27                   |